# Jilešovice-Děhylov
Přírodní památka Jilešovice-Děhylov se nachází na lužních naplaveninách v katastru obce Dobroslavice mezi Hlučínem a Děhylovem na pravém břehu řeky Opavy poblíže Hlučínského jezera. Primárním předmětem ochrany jsou luční porosty s výskytem rostliny krvavec toten a mravenců rodu Myrmica, na kterých je existenčně závislý motýl modrásek bahenní. Území přírodní památky je téměř totožné s územím stejnojmenné evropsky významné lokality (o rozloze 18,82 ha) v rámci projektu Natura 2000.

## Příroda
Lokalita se skládá z hospodářsky nevyužívaného Poštovního rybníka a jeho ostrůvků a mokřadů, dále z mokřadů bývalé soustavy děhylovských rybníků a také z blízkých luk u hráze pravého břehu řeky Opavy. Vlastní koryto toku Opavy není součástí přírodní ochrany. Jihozápadní hranicí pásma ochrany je železniční trať Ostrava – Opava. Přírodní památka se nachází na úpatí pohoří Nízkého Jeseníku a je bohatá na výskyt obojživelníků, plazů a ptáků. Zvláště chráněné druhy živočichů jsou např. užovka obojková, ještěrka obecná, otakárek fenyklový, vážka jasnoskvrnná.
Plochy s výskytem krvavce totenu (Sanguisorba officinalis) využívá silně ohrožený modrásek bahenní (Maculinea nausithous), který je hlavním  objektem ochrany této přírodní památky. Životní cyklus tohoto modráska je silně specializovaný. Nejprve je závislý na krvavci totenu (kladení vajíček a housenky) a pak na hostitelských mravencích druhu Myrmica scabrinodis, Myrmica ruginodis či Myrmica rubra. Tito mravenci odnášejí housenky motýla do svých blízkých mravenišť, kde po přezimování se také kuklí. Nezbytným předpokladem ochrany tohoto modráska je zachování a péče o luční společenstva s hojným výskytem krvavce totenu a početnými koloniemi hostitelských mravenců Myrmica.

## Přístup a okolí
Lokalita se nachází v těsné blízkosti silnice II/469 v úseku Děhylov–Hlučín a stanice Děhylov na železniční trati Ostrava-Svinov – Opava východ. Je přístupná z asfaltové cesty vedoucí ze silnice II/469 do chatové osady Rybárna
V nejbližším okolí se nachází chatová osada s vodopádem Lom Trhůvka, řeka Opava, Komorový rybník, Hlučínské jezero a Vinná hora.